# Marty Paich
Marty Paich (* als  Martin Louis Paich am 23. Januar 1925 in Oakland, Kalifornien; † 12. August 1995 in Santa Ynez, Kalifornien) war ein US-amerikanischer Jazz-Pianist, Komponist, Arrangeur und Produzent des Modern Jazz und des West Coast Jazz.
In seiner fünfzig Jahre währenden Karriere arbeitete Marty Paich mit Künstlern wie Frank Sinatra, Barbra Streisand, Sarah Vaughan, Stan Kenton, Ella Fitzgerald, Mel Tormé, Ray Charles, Aretha Franklin, Linda Ronstadt, Stan Getz, Sammy Davis Jr, Michael Jackson, Art Pepper und vielen anderen.

## Biographie
Paich lernte zunächst das Akkordeonspiel, später Klavier. Mit zwölf Jahren spielte er auf Hochzeiten. Seine musikalische Ausbildung erhielt er auf dem Chapman College, der San Francisco State University, der University of Southern California und dem Los Angeles Conservatory of Music, wo er 1951 seinen Abschluss machte.
Außerdem nahm er Privatstunden bei Mario Castelnuovo-Tedesco und Arnold Schönberg. Seine ersten Arrangements spielte das Gary Nottingham Orchestra. Danach diente er während des Zweiten Weltkriegs in der US-Luftwaffe; dort leitete er verschiedene Bands zur Truppenunterhaltung.
Nach Beendigung seiner Studien arbeitete Paich in der Musikbranche von Los Angeles, so als Arrangeur und Pianist für die Walt-Disney-Studios, wo er am Soundtrack für den Zeichentrickfilm Lady and the Tramp  beteiligt war, außerdem war er Begleiter von Peggy Lee, spielte mit den Shorty Rogers' Giants und lieferte die Arrangements für zahlreiche lokale Bands in Los Angeles.
Während der 1950er Jahre war Paich aktiv in der West-Coast-Jazz-Szene und arbeitete in den Studios von Hollywood, insbesondere für das Label Verve Records. Er arrangierte und produzierte zahlreiche Alben, wie von Ray Brown, Ella Fitzgerald, Terry Gibbs, Stan Kenton, Shelly Manne, Anita O’Day, Dave Pell, Art Pepper, Buddy Rich, Jeri Southern, Shorty Rogers (Cool and Crazy, 1953) und Mel Tormé. Seine berufliche Beziehung zu Tormé währte mehrere Jahrzehnte. In seinem Marty Paich Octet spielten renommierte Musiker wie Conte Candoli, Herb Geller, Richie Kamuca, Jimmy Giuffre, Joe Mondragon und Art Mardigan.
In den 1960er Jahren entfernten sich seine Aktivitäten vom Jazz hin zur Unterhaltungsmusik; er arbeitete in dieser Zeit mit Andy Williams, Al Hirt, Dinah Shore, Ray Charles, Sammy Davis Jr. und anderen Künstlern dieser Richtung. Von den späten 1960ern bin in die 1970er Jahre leitete Paich ein Studio-Orchester, mit dem er in TV-Shows wie The Glen Campbell Goodtime Hour, The Smothers Brothers Comedy Hour und der Sonny and Cher Show mitwirkte. Außerdem wirkte er als Lehrer und Mentor seines Sohnes David Paich, der in der Rockband Toto spielte.
In den 1980er bis in die 1990er Jahre war Paich ein vielbeschäftigter Arrangeur und hatte Aufträge von Barbra Streisand und Michael Jackson. In dieser Zeit war er auch in der Filmbranche aktiv, wo er als Orchesterleiter und Arrangeur an Filmprojekten wie Grand Canyon, Die Killer-Brigade, Pretty Woman und Prince of Tides beteiligt war.
1991 leitete er das Los Angeles Philharmonic Orchestra beim letzten öffentlichen Auftritt von Sarah Vaughan im Hollywood Bowl. Danach zog er sich auf seine Ranch in Santa Ynez zurück und arbeitete nur noch gelegentlich an Musikprojekten, wie etwa mit Aretha Franklin.

## Diskographie (Auswahl)

### Als Leader
- The Marty Paich Piano Quartet: Lush, Latin & Cool (RCA Victor/Fresh Sound Records) mit Pete Jolly, Jimmy Rowles, John Williams
- The Marty Paich Octet (GNP/Fresh Sound, 1955) mit Conte Candoli, Bob Enevoldsen, Bob Cooper, Joe Mondragon, Att Mardigan, Jimmy Giuffre
- The Marty Paich Octet: Modern Jazz Gallery (Kapp/Fresh Sound Records, 1956)
- The Marty Paich Octet: Tenors West (GNP, 1955) mit Jimmy Giuffre auf dem Tenorsaxophon
- The Marty Paich Orchestra: The Picasso of Big Band Jazz (Candid Records, ca. 1960)

### Als Sideman, Bandleader oder Arrangeur
- Ella Fitzgerald & The Marty Paich Orchestra: Ella Sings Broadway (Verve, 1962)
- Toni Harper: Night Mood (RCA Victor, 1960) mit Art Pepper
- Woody Herman: Songs For Hip Lovers (Verve, 1957)
- Helen Humes: Songs I Like To Sing (Contemporary, OJC, 1960)
- Jazz Studio 2: From Hollywood (Decca, 1954)
- Linda Lawson: Introducing Linda Lawson (Chancellor Records, 1960)
- Mel Lewis: Mel Lewis (Mode/Fresh Sound, 1957)
- Red Norvo: The "X"-Sessions (RCA/Fresh Sound Rec., 1954)
- Anita O’Day: Anita O'Day Sings The Winners (Verve, 1956–1962)
- Shorty Rogers: Courts the Count (RCA, 1954)
- Mel Torme: Mel Tormé Swings Shubert Alley (Verve, 1960)